# Mirmidonci
Mirmidonci ili Mirmidonjani (grčki: Μυρμιδόνες) su bili legendarno pleme iz grčke mitologije. Povijest govori da su bili vješti i hrabri ratnici, a njihov najpoznatiji predstavnik je Ahilej. Njihov začetnik, od koga su nastali bio je junak Myrmidon, kralj tesalskog grada Ptije te Zeusov sin.
Legenda kaže da su nastali od mrava, a mirmidonci na starogrčkom znači ljudi-mravi. Kada je Hera odlučila kazniti sve stanovnike otoka Egine na njih je poslala pošast zmija otrovnica, tame, kuge, suše i oskudice. Gotovo svo stanovništvo je pomrlo. Naposljetku se Eginin sin Eak, kralj otoka, molio svome ocu Zeusu, koji mu je uslišao molitvu. Pala je blagotvorna kiša, tama se podigla s otoka, a zmije su pobjegle u svoje jazbine. No, otok je bio pust.
Eak, je međutim, zaspao. U snu je vidio mrave kako nose zrna žita prema svetome hrastu. Svoj san je priopćio Zeusu, koji je otišao do toga hrasta, i pretvorio mrave koji su po njemu hodali u ljude, koji su nazvani Mirmidoncima, od grčke riječi μυρμιδόνες (mirmidónes), što znači mravi. Eak, kralj otoka Egine, sin Zeusa i nimfe Egine, ponovno je imao svoje podanike.